# جابر بن الوليد
 جابر بن الوليد المدلجي  الكناني ، صاحب الدعوة لخلافة العلويين الطالبيين في مصر ،سياسي وقائد عسكري خرج على يزيد بن عبد الله بن دينار التركي والي العباسيين على مصر.

## اسمه
هو جابر بن الوليد من بني الهجيم بن عتوارة بن عمرو بن مدلج بن مرة بن عبد مناة بن كنانة بن خزيمة بن مدركة بن إلياس بن مضر بن نزار بن معد بن عدنان ، المدلجي الكناني.

## ثورة بني مدلج للطالبيين ضد الوالي التركي على مصر
خرج جابر بن الوليد المدلجي، من بني الهجيم بن عثوارة بن عمرو ابن مدلج، بأرض الإسكندرية في ربيع الآخر سنة اثنتين وخمسين. واجتمع إليه كثير من بني مدلج الصلبية والموالي. فبلغ ذلك والي الإسكندرية محمد بن عبيد الله بن يزيد بن مزيد الشيباني، فبعث إليه برجل من أصحابه يقال نصر الطحاوي. وعقد له على ثلاث مئة رجل، فنزلوا الكريون وسأل عن جابر وأصحابه، فأُخبر بأنهم بأرض «صا». فزحف إليهم. فقاتلهم جابر. فرجع نصر إلى جنبوية فنزلها. وأتاهم جابر إليها، فحاربهم، فهزمهم أيضا وبعث نصر إلى الإسكندرية يسأل المدد. ففرض محمد بن عبيد الله فروضاً، وبعث عليهم بُرد بن عبد الله وأبا العواء، وهو مقيم بالكريون. فساروا جميعاً إلى دسونس. فأتاهم جابر فقاتلهم قتالاً شديداً. فانهزم نصر وبرد، وظفر جابر بعسكرهم وجميع ما فيه. ورجع الفل إلى الإسكندرية فتحصنوا بها.وقوي أمر جابر بن الوليد، وأتاه الناس من كل ناحية، وضوى إليه كل من يومى إليه بشدة ونجدة. فكان ممن أتاه عبد الله المريسي، وكان رجلاً خبيثاً. ولحق به جريج النصراني الحارسي، وكان من شرار النصارى. ولحق به أبو حرملة النوبي، وكان رجلاً فاتكاً. فعقد له جابر على سنهور وسخا وشرقيون وبنا. فمضى أبو حرملة في جيش عظيم، فضم هذه الأعمال، وأخرج منها العمال، وجبى خراجها. ولحق به عبد الله بن أحمد ابن محمد بن إسماعيل بن محمد بن عبد الله بن علي بن الحسين بن علي بن أبي طالب، والذي يقال له ابن الأرقط. فقوده أبو حرملة، وضم إليه كثيراً من الأعراب ووجوه أصحابه، وضم إليه ابن عسامة المعافري، وولاه بنا وبوصير وسمنود. وأبو حرملة مقيم بشرقيون.فبعث يزيد بن عبد الله بأبي أحمد محمد بن عبد الله الدبراني في جمع كثير من الأتراك، فنزل بدمسيس في جمادى الآخرة سنة اثنتين وخمسين ومائتين. وبعث رجلاً من الترك يقال له غلبك، ومعه محمد بن العباس بن مسلم بن السراج. فلقي عبد الله بن الأرقط فيما بين بوصير وبنا. فقتل ابن الأرقط من أصحاب غلبك نحواً من عشرين رجلاً. وثبت غلبك ومحمد ريش، فقاتلاه فهزماه سلخ جمادى الآخرة. وقُتل من أصحاب ابن الأرقط مقتلة عظيمة، وأُسر منهم كثير. فبعث الدبراني بالأسرى والرؤوس إلى الفسطاط. ومضى ابن الأرقط إلى شرقيون، فلحق بأبي حرملة.ونزل الدبراني مدينة بنا، وترك عسكره فيما بين وسمنود. وأقبل أبو حرملة ومعه ابن الأرقط قاصداً من شرقيون إلى بنا. وبعث أبو حرملة بكمين له، فهجموا على عسكر الدبراني مع المغرب. فحمل عليهم أصحاب الدبراني، فانهزم أبو حرملة ومن معه إلى شرقيون. ومضى الدبراني فنزل سندفا، وضربها بالنار، ونهب أهلها. وانهزم أبو حرملة فيمن معه. وتشاغل أصحاب الدبراني بالنهب، فكر أبو حرملة فقتل أبا حامد الدبراني. ورجع أصحاب الدبراني إلى سندفا.
وبُعث من العراق بمزاحم بن خاقان، مُعيناً ليزيد بن عبد الله بن دينار. فقدمها في جيش كثير يوم السبت لثلاث عشرة ليلة بقيت من رجب سنة اثنتين وخمسين ومئتين. فبعث برسل من أصحابه إلى جابر بن الوليد، يأمره بالرجوع إلى طاعة السلطان. فاحتبس رسله أياماً ثم أجازهم بجوائز عظيمة وردهم. وقدم وأخر في كتابه، ولم يُجمع على أمر واحد.ومضى الدبراني في طلب أبي حرملة لمستهل شعبان. فالتقى مع أبي حرملة بسمنود. فانهزم أبو حرملة، وعاد إلى شرقيون ثم رجع إلى سندفا. وأتاه الدبراني بسندفا فواقعه. فتفرق عن أبي حرملة أكثر أصحابه، ولحقوا بجابر بن الوليد. وبعث ابن عسامة ابنه يطلب الأمان. فآمنه يزيد، فقدم الفسطاط، ولبس السواد. وبعث الدبراني برأس نصر بن حكيمة، وبرأس أبي هانئ. وعاد الدبراني إلى محاربة أبي حرملة. فأُسر أبو حرملة ثم أُدخل به إلى الفسطاط، وبجمع كثير من الأسرى، في شهر رمضان سنة اثنتين وخمسين ومئتين. وأوقع سلتق التركي بمن في صا وشباس من أصحاب جابر، فقتلهم ونفاهم عن تلك البلاد. ثم استأمن عبد الله من أحمد بن الأرقط العلوي، وأومن في شهر رمضان سنة اثنتين وخمسين، ودخل إلى مزاحم. فبعث به مزاحم إلى عرق صاحب البرد، فكان عنده. ثم أمر مزاحم بإخراجه في جمع معه إلى العراق. فأُخرج بهم لمستهل ربيع الأول سنة ثلاث وخمسين، مع أخي مزاحم. فهرب عبد الله بن الأرقط. ورجع أخو مزاحم لسبع خلون من ربيع الأول. ثم ظُفر به بعد ذلك فحُبس، ثم حمل بكتاب ورد على أحمد بن طولون في صفر سنة خمس وخمسين ومئتين.وخرج ابن عزيز بالحوف، فخرج إليه مزاحم بن خاقان، لمستهل ربيع الأول سنة ثلاث وخمسين. ثم ورد كتاب المعتز، بصرف يزيد بن عبد الله عنها. فكانت ويته عليها عشر سنين وسبعة أشهر وعشرة أيام. وخرج يزيد عنها يوم الاثنين لثلاث عشرة خلت من شوال سنة خمس وخمسين ومائتين.